# Fanny Janauschek

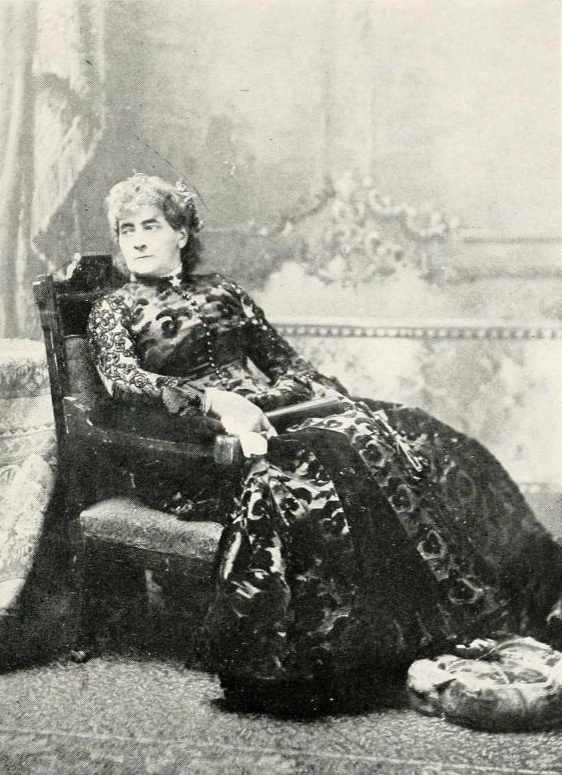
Fanny Janauschek

Franziska Romance "Fanny" Janauschek, född 20 juli 1830 i Prag, död 29 november 1904 i Brooklyn, var en österrikisk skådespelare.
Janauschek var 1848-60 anställd vid stadsteatern i Frankfurt am Main och 1861-63 vid kungliga teatern i Dresden smt spelade sedan i Amerika och Storbritannien, även på engelska. Janauschek var en tragisk skådespelare med djup och äkta känsla, lidelsefull kraft och sköna harmoniskt stämda uttrycksmedel. Bland hennes roller märks Julia i Romeo och Julia, Desdemona i Othello, Lady Macbeth i Macbeth, Ifigenia i Goethes pjäs med samma namn, Margareta i Faust, Klara i Egmont, samt Medea i Franz Grillparzers pjäs med samma namn.